# 汨羅市城郊中學
汨羅市城郊中學是中華人民共和國湖南省汨羅市的一所初級中學，創建於1962年，是汨羅市規模最大的一所初級中學，現有48個教學班，2300多名學生，200餘名教職工。